# Transamund II.
Transamund II.  (auch Transemund, Thrasimund, Thrasamund; † 745) war dreimal von 719/720 bis 739, von 740 bis 742 und von 744 bis 745 dux des langobardischen Herzogtums Spoleto. Seine Herrschaft war vom Autonomiestreben gegen das Königtum geprägt.

## Leben
Transamund II. war der Sohn des dux Faroald II. von Spoleto. Er revoltierte 719/720 gegen seinen Vater, riss das Dukat an sich und verbannte Faroald in ein Kloster. Er stiftete die Kirche Sancti Gethulii in Farfa.
Transamund II. unterwarf sich um 727 König Liutprand und leistete ihm einen Treueid. Transamund eroberte 737 oder 738 das Kastell Gallese und unterbrach dadurch die Verbindung zwischen dem Exarchat und Rom. Papst Gregor III., dem Transamund als ein nützlicher Verbündeter oder bedrohlicher Gegner erschien, und Transamund, der seine Unabhängigkeit durch den König gefährdet sah, schlossen ein Bündnis. Gegen ein hohes Lösegeld übergab Transamund Gallese an den Papst und versprach, nicht mehr gegen Rom zu kämpfen. Dadurch geriet er in Gegensatz zu Liutprands expansiver Politik, der ihn als Rebellen und Verräter ansah, denn er hatte sein Ziel, Rom einzunehmen, nicht aufgegeben. Dux Godescalc von Benevent war ohne Einwilligung des Königs dessen verstorbenem Neffen Gregorius nachgefolgt und schloss sich dem Bündnis ebenfalls an. Liutprand rückte 739 mit einem Heer an, und Transamund floh nach Rom. In Spoleto setzte Liutprand im Juni 739 Hilderic als dux ein. Liutprand zog nach Rom und verlangte vom Papst vergeblich die Auslieferung Transamunds. Er brandschatzte das Umland Roms und eroberte die Kastelle Ameria (Amelia), Horta (Orte), Polimartium (Bomarzo) und Bieda (Blera), die er dem Langobardenreich eingliederte, bevor er im August wieder abzog.
Im Dezember 740 kehrte Transamund, unterstützt von Truppen aus den Dukaten Rom und Benevent, nach Spoleto zurück und tötete den von Liutprand eingesetzten Hilderic. Er weigerte sich jedoch, die vier von Liutprand eroberten Kastelle zurückzugeben, wodurch die Allianz mit Rom endete. Nach Papst Gregors Tod im November 741 nahm Papst Zacharias Verhandlungen mit König Liutprand auf. Gegen Herausgabe der umstrittenen Kastelle nahmen Truppen des römischen Dukats an der Unterwerfung Spoletos teil. Liutprands anrückendes Heer wurde 742 zwischen Fanum (Fano) und Forum Simphronii (Fossombrone) von einem spoletanisch-byzantinischen Heer angriffen. Dux Ratchis von Friaul und sein Bruder Aistulf bildeten mit ihren Leuten die Nachhut und deckten den Vormarsch. Liutprand gelang es, Transamund abzusetzen und ihn dazu zu zwingen, ins Kloster zu gehen. Das Herzogtum vergab Liutprand an seinen Neffen Agiprand. Transamunds Verbündeter Godescalc wurde von den Beneventanern auf der Flucht getötet.
Nach Liutprands Tod im Jahr 744 erlangte Transamund noch einmal die Macht in Spoleto, doch bereits 745 wurde dux Lupus unter unbekannten Umständen sein Nachfolger.